# 성바오로병원
가톨릭대학교 성바오로병원은 1957년 12월 개원하여 2019년 3월 22일까지 서울특별시 동대문구 왕산로 180에 위치했던 대한민국의 가톨릭 계열 종합 병원이다. 2019년 3월 폐원 이후 서울특별시 은평구로 이전하여 가톨릭대학교 은평성모병원이 되었다.